# جاك بينين بوسويه
جاك بينين بوسويه (بالفرنسية: Jacques-Bénigne Bossuet) (1627 م - 1704 م).

رجل دين، وخطيب فرنسي.

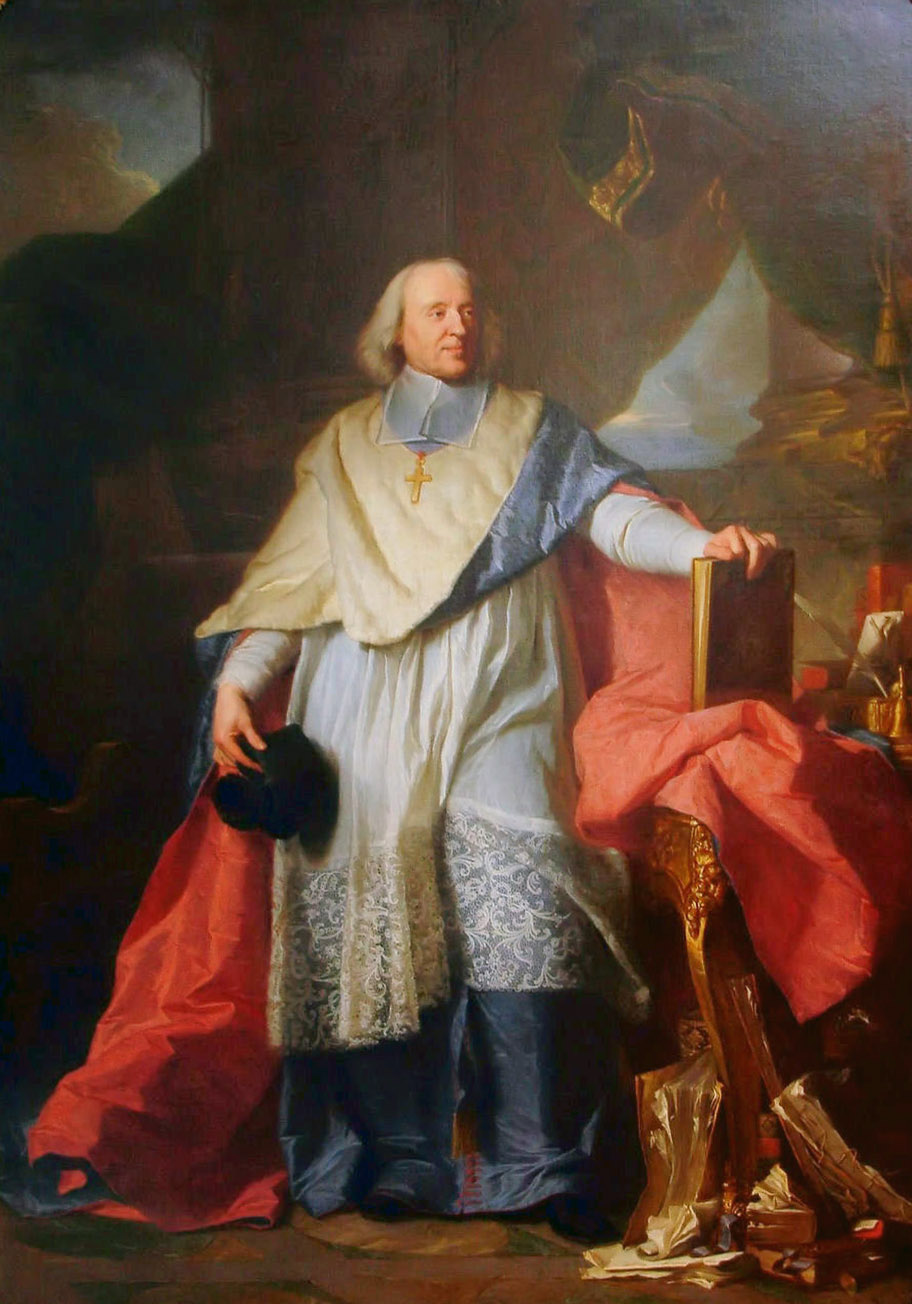
جاك بينين بوسويه سنة 1702م

(اكتسب جاك بينين بوسويه شهرة عريضة كواعظ كنسي، وكخطيب شعبي استغلَّ الأستياء الأجتماعي. وكان أكليريكياً واسع العلم والأطلاع، وأصبح مربياً واستاذاً خاصاً لابن الملك لويس الرابع عشر ملك فرنسا، وأسقفاً على مو أو ميوكس.
وكان الناس في مختلف أرجاء فرنسا يتوقون إلى سماع هذا الرجل يلقي مواعظه، ولما طلب إليه الملك إلقاء أحداها في البلاط سنة 1661 م لبّى جاك بينين بوسويه الطلب بإلقاء موعظة طويلة كان لها تأثير كبير في كل الذين استمعوا إليها، وحركت مشاعر جميع رعايا الكنيسة. وكان تقياً ورعاً، وعالماً، وناقداً عنيفاً لكل أعضاء الكنيسة الذين لا يتبعون النهج القويم، لا يبالي بمن يهاجم ولم يرضخ لأولئك الذين هاجمهم في سبيل مصلحة دين الدولة).

## سيرته وأعماله
جاك-بنين بوسويه، Hyacinthe Rigaud, Louvre.جاك-بنين بوسويه Jacques-Bénigne Bossuet (عاش 27 سبتمبر 1627 – 12 أبريل 1704) كان أسقفاً فرنسياً وعالم لاهوت، اشتهر بعظاته وخـُطـَبه الأخرى. وقد اعتبره العديدون أحد أبرع الخطباء على مر الزمان ومطوع لأساليب اللغة الفرنسية.
وكواعظ البلاط للملك لويس الرابع عشر من فرنسا، كان بوسويه نصيراً قوياً للمطلقية السياسية والحق الإلهي للملوك. وقد جادل بأن الحكومة كانت مقدسة وأن الملوك قد استلموا السلطة من الرب. وكان أيضاً رجل بلاط وسياسي هام.
وأشهر أعماله لقراء الإنگليزية كان ثلاث خطب ألقاهم في جنازات الملكة هنرييتا ماريا، أرملة تشارلز الأول من إنگلترة (1669)، وابنتها هنرييتا، دوقة اورليان (1670)، والجندي البارز كونده الأعظم (1687).
خلفية الكنيسة الفرنسية كانت ظافرة ولو مؤقتاً، وتربعت على عرش بهائها وسلطانها. وكانت رغم ما شاب روحها الجماعية من تعصب، وما عاب سلطتها من قسوة، تضم أرقى نخبة من الرجال في أوروبا تعليماً، وكان قديسوها ينافسون طغاتها. وكان من أساقفتها نفر ذوو نزعة إنسانية، عاكفون في إخلاص على الخير العام كما رأوه. ودخل اثنان منهم الأدب الفرنسي دخولاً شارف في سنائه دخول يسكال، وكان في زمانهما أكثر بروزاً. وقلما تجد بين رجال الكنيسة الفرنسيين من ضارع في سمعته بوسويه، أو فنيلون في شعبيته.
أما جاك بنين بوسويه (واسمه الأوسط Bnigne-أي اللطيف-كان أنسب لفنيلون) فقد ولد في أسرة ثرية لمحام بارز وعضو في برلمان ديجون (1627). نذره أبوه للقسوسية، وجز شعر رأسه في الثامنة، وحين بلغ الثالثة عشرة عين كاهناً في كاتدرائية متز. وفي الخامسة عشرة أرسل إلى كلية نافار بباريس. وفي السادسة عشرة كان قد بلغ من الفصاحة منزلة حملت نساء الأوتيل درامبوبيه المثقفات على إقناعه بأن يلقي عليهن عظة في منتصف سهرة الصالون رغم ما طبع عليه من كبرياء مقترنة بالخجل. وبعد أن تخرج بمرتبة الشرف عاد إلى متز ورسم قسيساً وتقدم بعد قليل لنيل درجة الدكتوراه في اللاهوت. وقد راعه أن يجد أن عشرة آلاف من بين الثلاثين ألف نفس في متز كانوا من البروتستانت الهالكين. ودخل في جدل مهذب مع بول فيري الزعيم الهيجونوتي، وقد سلم له ببعض المفاسد في الممارسات الكاثوليكية، ولكنه زعم أن الانشقاق رغم ذلك شر أعظم. وظل على علاقات ودية مع فيري اثنتي عشر سنة، تماماً كما سنراه في فترة لاحقة يجاهد جهاداً حبياً مع ليبنتز في سبيل إعادة توحيد العالم المسيحي. ولما سمعته آن النمساوية يعظ في متز خيل إليها إنه أرقى من تلك البيئة التي لا تليق بمواهبه، وأقنعت الملك بأن يدعوه إلى باريس، فانتقل إليها في 1659.
ووعظ أول الأمر جماهير بسيطة في دير سان لازار برعاية فإنسان دبول. وفي 1660 وعظ جمهوراً عصرياً في كنيسة «لي مينيم» قرب البلاس رويال. وسمعه الملك، فتبين في الخطيب الشاب مزيجاً متوازناً من البلاغة، واستقامة العقيدة، وقوة الخلق. فدعاه لإلقاء عظات الصوم الكبير في 1662 باللوفر، واختلف إلى هذه الخطب في تقوى واضحة، اللهم إلا في ذلك الأحد الذي انطلق فيه على جواده مسرعاً ليسترد لويز دلا فاليير من الدير. وحفز حضور الملك هذه العظات بوسويه على أن ينفي أسلوبه من الجلافات الريفية، والإستشهادات السكولاستية، والحجج الجدلية.
ذلك أن أناقة البلاط انتقلت إلى كبار الأكليروس، فأثمرت عهداً من البلاغة المنبرية ينافس البلاغة القانونية التي أشتهر بها ديموستين وشيشرون. وفي أثناء السنوات الثمانية التالية وفق بوسويه في أن يكون الخطيب المفضل في كنائس القصر، ثم أصبح المرشد الروحي لعدد من كبريات النبيلات مثل هنربيتا «مدام» دورليان؛ ومدام دلونجفيل، ومدموازيل دمونباسيه (106) وكان في بعض عظاته يوجه الخطاب إلى الملك مباشرة، مغالياً في تملقه عادة، ولكنه دعاه مرة بحرارة إلى أن يهجر زناه وفجوره ويعود إلى زوجته. ففقد برهة رضاء الملك، ولكنه استرده حين هدى تورين إلى الكاثوليكية. وفي 1667 اختاره لويس ليؤبن آن النمساوية في مأتمها، وبعد عامين ألقى عظة فوق جثمان هنربيتا ماريا ملكة إنجلترا الأرملة، وفي 1670 أضطلع بواجب أليم هو تأبين هنربيتا الصغرى، تائبته المحبوبة التي فاضت روحها بين ذراعيه في فتنة صباها التي لم يكتب لها بقاء طويل.
والمظتان اللتان أبن بهما تشارلز الثاني ملك إنجلترا وأخته هما أشهر العظات قاطبة في الأدب الفرنسي-لأن خطاب البابا أوربان الثاني الذي ما زال يفوقهما شهرة، والذي استنفر فيه أوروبا إلى الحرب الصليبية الأولى (1095)-هذا الخطاب كان باللاتينية وإن ألقي على أرض فرنسية. وأستهل بوسويه أول هذين التأبينين بموضوعه الجريء المفضل، وهو أن على الملوك أن يتعلموا من دروس التاريخ، وأن الانتقام الإلهي سوف يحل بهم إن لم يستعملوا سلطتهم لخير الشعب، ولكنه بدلاً من أن يرى في تشارلز الأول ملك إنجلترا مثالاً على هذا العقاب، لم يجد فيه عيباً سوى فرط رأفته، ولم يجد عيباً على الإطلاق في زوجته الوفية، فصور الملكة المتوفاة قديسة جاهدت لتهدي زوجها وإنجلترا إلى الكاثوليكية. ثم أستطرد بإسهاب في موضوع آخر محبب إلى نفسه، وهو تكاثر الملل النحل البروتستنتية التي لا حصر لها، وفوضى الأخلاق المنبعثة من اضطراب العقيدة، وقال: إن «التمرد الكبير» كان عقاباُ إلهياً على مروق إنجلترا من كنيسة روما، ولكن ما كان أروع سلوك الملكة بعد إعدام زوجها علة هذا النحو الإجرامي الرهيب! لقد تقبلت أحزانها كفارة وبركة، وحمدت الله عليها وعاشت أحد عشر عاماً في صلاة متواضعة صابرة، وأخيراً أثيبت على تعبها، فرد إلى عرشه، وكان في وسع الملكة الأم أن تسكن القصور من جديد، ولكنها آثرت عليها دبراً في فرنساً، ولم تستعمل ثروتها الجديدة إلا في الاستكثار من أعمال البر.
وكان أشد من هذه تأثيراً وأوثق قرباً للتاريخ وللذكريات الفرنسية تلك العظة التي ألقاها بوسويه بعد عشرة شهور فوق جثمان هنرييتا آن. وكان قد رسم قبيل ذلك أسقفاً لكوندوم في جنوب غربي فرنسا، ومن أجل هذا الخطاب جاء إلى كنيسة دير سان-دنى في كل بهائه الأسقفي، يتقدمه المنادون، وعلى رأسه تاج الأسقفية، وفي إصبعه تتألق الزمردة الكبيرة التي أهدته إياها الأميرة المتوفاة. وفي مثل هذه العظات كان يحد من انفعال الخطيب تفكيره في الموت في صورة عامة، أما الآن فقد كان الموت موت واحدة كانت حتى الأمس القريب مسرة الملك وبهاء البلاط، وأجهش الحبر الجليل بالبكاء وهو يذكر كيف فوجئ القوم مفاجئة أليمة بهذه اللطمة التي جعلت فرنسا كلها تنوح وتتعجب من طرق الله. ثم وصف هنربيتا لا بموضوعية فاترة، بل بتحيز المحبة-«لقد كانت على الدوام لطيفة مسالمة سمحة خيرة (107)»-واكتفى بالإلماع في إيجاز حكيم إلى أن سعادتها لم تتكافأ مع فضائلها. ثم تجاسر حتى هذا الأسقف الأريب ركن السنية الركين وحارسها الأمين-تجاسر لحظة على أن يسأل الله لم يزدهر كل هذا الشر والظلم على الأرض (108). ثم عزى نفسه وجمهوره بذكرى تقوى هنريتا في احتضارها، وبالأسرار المقدسة التي طهرتها من كل علاقاتها الأرضية، غلا ريب إذن أن روحاً رقيقة مطهرة كروحها تستحق الخلاص، بل إنها لتزين الفردوس نفسه!
وبسبب خطأ نادر في الحكم على الأخلاق عين لويس بوسويه (1670) معلماً للدوفان، متأثراً في ذلك ببلاغته تلك-وعهد إليه بتدريب ذلك الصبي المتخلف، المتبلد الحس، على المعرفة والخلق اللازمين لحكم فرنسا. وأنصرف بوسويه مخلصاً لهذه المهمة. فاستقال من أسقفيته ليكون قريباً من تلميذه القاصر ومن البلاط، وكتب للويس الصغير كتيبات جادة في تاريخ العالم والمنطق والإيمان المسيحي والحكم وواجبات المل، مما كان خليقاً بأن يجعل من الصبي هولة من الكمال والقوة.
وفي إحدى هذه المقالات المسماة «السياسة مستقاة من كلام الأسفار المقدسة» (1679-1709) دافع بوسويه عن الملكية المطلقة وحق الملوك الإلهي بغيرة فاقت غيرة الكردينال بيرلارمين في تأييده لسياسة الباباوات. ألم يكتب في العهد القديم أن «الله أعطى لكل شعب حاكمه»(109) وفي العهد الجديد بكل سلطان القديس بولس «إن السلاطين مرتبة من الله (110)»، أجل، ولقد أضاف الرسول قوله «إذن فكل من يقاوم السلطة يقاوم ترتيب الله، والمقاومون سيأخذون لأنفسهم دينونة». واضح إذن أن كل من يقبل الكتاب المقدس كلمة الله يجب أن يكرم الملك باعتباره خليفة لله، أو كما قال أشعيا النبي عن كورش إنه «مسيح الرب (111)». إذن فشخص الملك مقدس، وسلطة الملك مقدسة ومطلقة، والملك لا يسأل إلا أمام الله. ولكن هذه المسئولية تضع على عاتقه التزامات قاسية. فعليه في كل لفظ وعمل أن يطيع قوانين الله، ومن حسن حظ لويس أن إله التوراة كان عطوفاً على تعدد الزوجات.

## معلم ولي العهد 1670 م - 1681 م

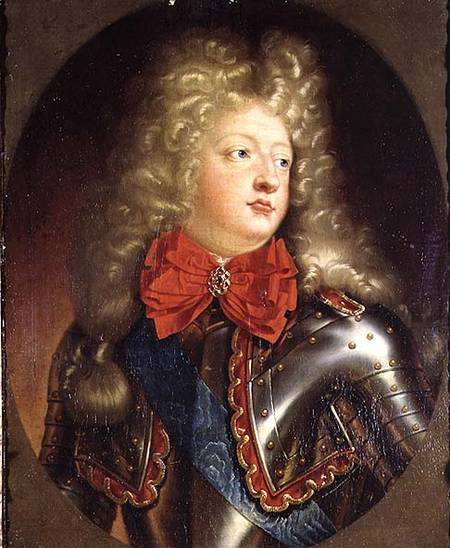
ولي العهد الأعظم (1661-1711)، الابن الشرعي الباقي الوحيد للملك لويس الرابع عشر عمل (1638-1715). بوسويه أستاذاً له 1670-81.

ولي العهد الأعظم (1661-1711)، الابن الشرعي الباقي الوحيد للملك لويس الرابع عشر عمل (1638-1715). بوسويه أستاذاً له 1670-81.كذلك كتب بوسويه للدوڤان (1679) كتابه الشهير «حديث عن تاريخ العالم». ذلك أنه حين روعه إلماع ديكارت إلى أن جميع الأحداث في العالم الموضوعي-إذا افترضنا لها دفعة مبدئية من الله-يمكن أن تفسر آلياً بأنها منبعثة من قوانين الطبيعة ودستورها، رد عليه بأن كل حدث كبير في التاريخ إنما هو-على النقيض من ذلك-جزء من خطة إلهية، وعمل من أعمال العناية الإلهية أفضى إلى ذبيحة المسيح ونمو المسيحية لتصبح «مدينة متسعة لله». وتناول الكتاب المقدس ثانية باعتباره موحى من الله، فركز التاريخ كله على سيرة يهود العهد القديم والأمم التي أنارتها المسيحية. «لقد أستخدم الله الآشوريين والبابليين ليعاقب شعبه المختار، والفرس ليردهم إلى وطنهم، والإسكندر ليحميهم، وأنطيوخس ليمتحنهم، والرومان ليصونوا حرية اليهود ضد ملوك سوريا». فإذا بدا لنا من هذا الرأي حماقة، فإن علينا أن نذكر أنه كان أيضاً رأى كتاب التوراة الذين وحد بوسويه بينهم وبين الله في ثقة. ومن ثم فقد بدأ بخلاصة لتاريخ العهد القديم، وقام بهذه المهمة بما عرف عنه من ولع بالنظام والإيجاز وقوة البلاغة. واعتمد ترتيبه الزمني على تقويم أوشير رئيس الأساقفة، فأرخَ الخليقة بسنة 4004 ومر بوسويه مرور الكرام بتلك الأمم التي لم يشر إليها الكتاب المقدس، ولكنه وصفها وصفاً مجملاً ينم على بصيرة وقوة ملحوظتين، وأبدا فهماً عطوفاً للفضائل والإنجازات الوثنية. وقد رأى بعض التقدم خلال مشاكل الإمبراطوريات الصاعدة الساقطة؛ واتخذت فكرة التقدم جسداً ولحماً في كتاباته، وكذلك في كتابات شارل بيرو وغيره من المدافعين المعاصرين عن المحدثين ضد القدامى، ومهدت الطريق من بعيد لطورجو وكوندرسيه. وخلق الكتاب رغم كل عيوبه الفلسفة الحديثة للتاريخ وحسب رجل واحد أن يحقق إنجازاً كهذا.
على أن الأمير تلميذ بوسويه لم يقدر شرف تأليف الكتب العظيمة لتعليمه. فقد كان في روح بوسويه من الجد والصرامة ما لا يجعله المعلم اللطيف المرضي. وكان أنسب لطبيعته أن يرشد في رفق لويز دلافاليير لتهرب من حياة الونا إلى الدير، وقد ألقى العظة حين قطعت على نفسها عهد الرهبنة. وفي ذلك العام (1675) جاهر ثانية بلوم الملك الزير، واستمع إليه لويس في صبر نافذ، ولكنه أعاده لمنصب الأسقفية وعينه أسقفاً على مو (1681) على قرب من فرساي يتيح له أن يتذوق فخامة البلاط وبهائه. وكان طوال ذلك الجيل المتكبر، والشارح والقائد العمدة للأكليروس الفرنسي. وقد وضع لأجلهم «المواد الأربع» التي أكدت من جديد «الحريات الغالية» للكنيسة الفرنسية إزاء السيطرة البابوية. ولقد أفقده عمله هذا قبعة الكردينالية، ولكنه أصبح بابا فرنسا.

## أسقف مو، 1681 م -1704 م

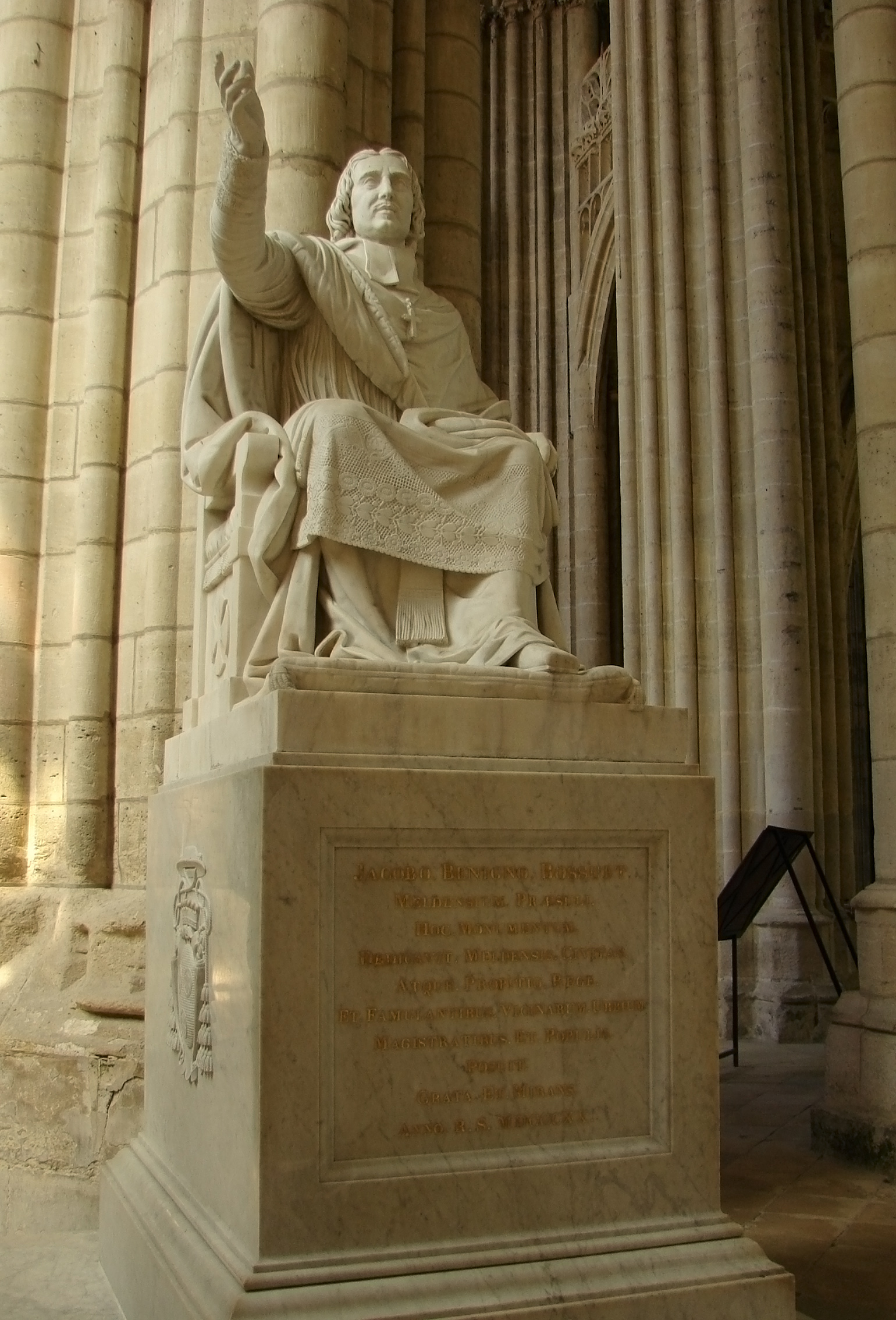
تمثال من القرن 19 لبوسويه في كاتدرائية مو.

الأسقف بوسويهولم يكن بالبابا السيئ. فهو مع إصراره على كرامة الأسقفية ورعاية مراسمها ظل رحيماً لطيفاً، وبسط عباءته فوق ألواناً كثيرة من المعتقد الكاثوليكي. وقد وافق بسكال على إدانة الشطط الذي تورط فيه الإفتاء الديني دون أن يغتفر له السخط والاحتقار اللذين ألهبا رسائله الإقليمية. ففي 1700 أقنع جمعية الأكليروس العامة باستنكار 127 قضية أخذت من فتاوى المفتين اليسوعيين، وقد ظل على علاقات ودية مع آرنو وغيره من الجانسنيين. وذاع عنه أنه كان متسامحاً في كرسي الاعتراف، وأنه أستنكر مظاهر التقشف في العلمانيين، ولكنه أطرى بحرارة نسك رانسيه، وكان يختلف بين الحين والحين إلى خلوة في التراب، ويتمنا أحياناً أن يظفر بسلام صومعة الراهب. ولكن بريق البلاط غلب طموحه للقداسة، ولوث لاهوته بأطماع الارتقاء في مراتب الكنيسة والدولة. وقد توسل مرة إلى رئيسة الدير في مو قائلاً: «صلي لأجلي لكي لا أحب العالم (112)». وقد أصبح أشد صرامة في أخريات أيامه. وعلينا أن نغتفر له تنديده بالمسرحية وبموليير في كتابه «حقائق عامة عن الملهاة» (1694) لأن موليير لم يعرض الدين إلا في صورته المتزمتة المنافقة، ولم ينصف رجالاً مثل فإنسان ديول.
كان بوسويه أشد تعصباً نظرياً منه عملياً. فقد رأى أن من السخف أن يظن أي ذهن فردي مهما عظم ذكاؤه أنه يستطيع أن يكتسب في عمر واحد من المعرفة والحكمة ما يؤهله للجلوس في كرسي القضاء ليحكم على تقاليد ومعتقدات الأسرة والمجتمع والدولة والكنيسة. فالحس المشترك "Sens Commun" أجدر بالثقة من التفكير الفردي، ولا يعني الحس أو الإدراك المشترك فكر الأشخاص العاديين، بل الذكاء الجماعي لأجيال علمتها قرون من الخبرة، الذكاء الذي يتمثل في أعراف النوع الإنساني ومعتقداته. فمنذا الذي يستطيع أن يزعم أنه يعرف خيراً من هؤلاء جميعاً حاجات النفس البشرية والإجابات عن الأسئلة التي لا تستطيع المعرفة وحدها أن تجيب عنها؟ ويترتب على هذا أن الذهن البشري في حاجة إلى سلطة تعطيه السلام، والتفكير الحر لا يستطيع إلا أن يدمر ذلك السلام، والمجتمع البشري في حاجة إلى سلطة تعطيه الأخلاق، ولكن التفكير الحر بتشككه في المصدر الإلهي للقانون الخلقي إنما يهدم النظام الأخلاقي برمته. فالهرطقة إذن خيانة للمجتمع والدولة كما أنها خيانة للكنيسة، و"الذين يؤمنون بأن الملك ينبغي ألا يستعمل القوة في أمور الدين ... يرتكبون خطأ مجانباً للتقوى (113)" ولقد آثر الأسقف الإقناع على الإكراه في هداية المهرطقين، ولكنه دافع عن الإكراه باعتباره الملاذ الأخير، ورحب بإلغاء مرسوم نانت لأنه "المرسوم الورع الذي سيكيل للهرطقة الضربة القاضية، ونفذ القانون في إقليمه بكثير من التسامح، حتى لقد كتب الناظر الملكي يقول "ليس في الإمكان عمل شيء في أسقفية مو، لأن ضعف الأسقف يقف عقبة في سبيل هداية الهيجونوت (114)". وقد ثبت معظم الهيجونوت في تلك المنطقة على مذهبهم.
وكان إلى النهاية يعلل نفسه بأن الحجة قادرة أن تكسب حتى هولندا وألمانيا وإنجلترا وتردها للإيمان القديم. وسنراه يفاوض لايبنتز سنوات عديدة على خطة الفيلسوف التي اقترحها لإعادة توحيد القطاعات المنشقة من المسيحية. وفي 1688 كتب رائعته "تاريخ ملل الكنائس البروتستنتية"-وهو الذي قال "بكل" إنه "ربما كان أخطر كتاب وجه ضد البروتستنتية (115). وقد تميزت مجلداته الأربعة بالدراسة الشاقة، وكانت كل صفحة فيها تدعم بالمراجع، وهو لون من الأمانة كان بدأ يتجسد.
وبذل الأسقف في كتابه محاولة ليكون منصفاً. فسلم بمفاسد الكنيسة التي تمرد عليها لوثر، ورأى الكثير مما يستحق الإعجاب في خلق لوثر، ولكنه لم يستطع أن يسيغ الفظاظة المبتهجة التي اختلطت في لوثر بالبسالة الوطنية والتقوى الرجولية. ثم صور ملانكتون بصورة تكاد تكون صورة الحب. غير أنه كان يأمل في تفكيك ولا أتباع هؤلاء المصلحين لهم بإظهار مواطن ضعفهم الشخصي وخلافاتهم اللاهوتية وقد هزأ بالفكرة التي زعمت أن لكل إنسان الحرية في تفسير الكتاب المقدس لنفسه وتأسيس دين جديد على قراءة جديدة له، فكل من خبر الطبيعة البشرية يستطيع أن يتنبأ بأنه لو ترك لهؤلاء الحبل على الغارب لأسفر هذا عن تفتيت المسيحية إلى متاهة من الملل والنحل، وتفتيت الأخلاق إلى فردية لا تستطيع أن يكبح جماح غرائز الغاب فيها سوى الاستكثار من الشرطة استكثاراً لانهاية له. فمن لوثر إلى كلفن إلى سوكينوس-من رفض البابوية، إلى رفض سر القربان إلى رفض المسيح-ثم من التوحيد (رفض التثليث) إلى الإلحاد، تلك هي الدرجات الهابطة شيئاً فشيئاً إلى انحلال الإيمان. ومن الثورة الدينية إلى الثورة الاجتماعية، ومن رسائل لوثر إلى حرب الفلاحين، ومن كلفن إلى كرمويل «المسوين» إلى قتل الملك؛ تلك درجات منزلقة فتحلل النظام الاجتماعي والسلام. ولا يستطيع سوى دين ذي سلطان أن يعطي الوازع للأخلاق، ويمنح الاستقرار للدولة، ويسلح الروح البشرية بالقوة التي تواجه الحيرة وفقد الأحباء والموت.

## الجدل مع فينلون

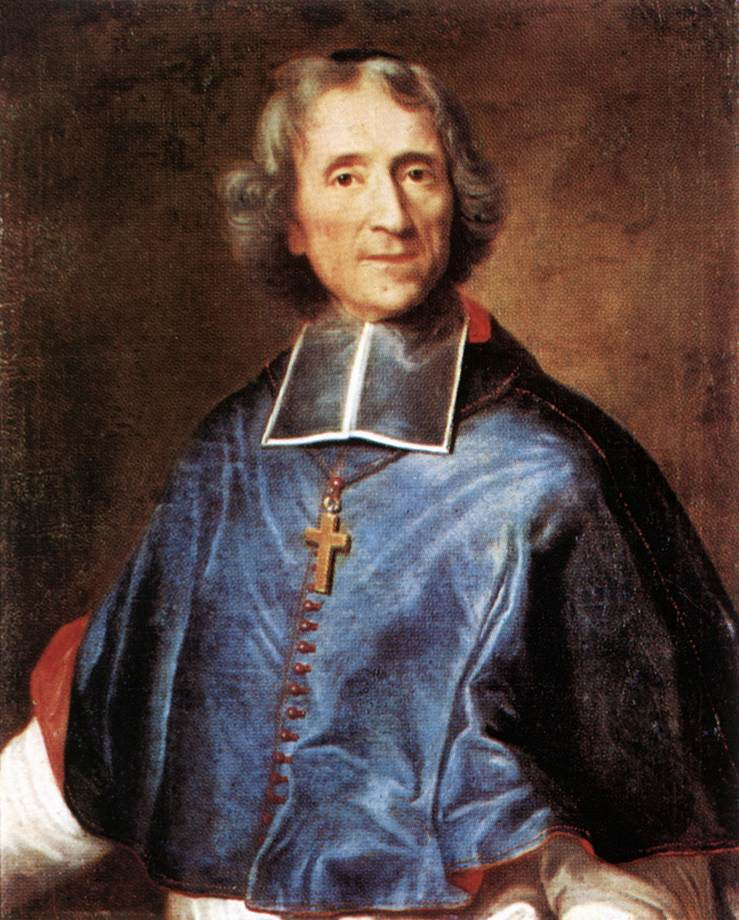
فينلون (1651-1715)، آخر غرماء بوسويه.

فينلون (1651-1715)، آخر غرماء بوسويه.لقد كان الكتاب حجة قوية، شديدة التأثير بما حوت من ثقافة وبلاغة، محتوية على صفحات لا ضريب لها في نثر ذلك العصر الفرنسي إلا في جدليات بسكال العنيفة و«خواطره» ولولا أن التجاءه للعقل قد أحبطه التجاءه للقوة في فظاعات إلغاء المرسوم نجاحاً أعظم. فقد ظهرت في الدول البروتستنتية عشرات الردود المفندة لحجج الكتاب تشجب بقوة ذلك التظاهر بالاحتكام إلى العقل في رجل حبذ النهب والسلب والنفي والمصادرة والاسترقاق في سفن تشغيل الأسرى للدفاع عن المسيحية الكاثوليكية. وتساءل أصحاب الردود ألم يكن هناك ملل مختلفة في الكاثوليكية أيضاً؟ وأي قرن خلا من الانقسامات في الكنيسة-من الكاثوليك الرومان، والكاثوليك اليونان، والكاثوليك الأرمن، والكاثوليك الشرقيين؟ وألم يكن جانسنيو البور-رويال في تلك اللحظة يقتتلون مع إخوانهم من الكاثوليك أعضاء جماعة يسوع؟ وألم يكن الأكليروس الغالي بزعامة بوسويه نفسه في نزاع مر مع دعاة سلطان البابوية المطلق كاد يبلغ حد الانشقاق على روما؟ ألم يكن بوسويه يقاتل فنيلون؟

## روابط خارجية
- جاك بينين بوسويه على موقع الموسوعة البريطانية (الإنجليزية)
- جاك بينين بوسويه على موقع ميوزك برينز (الإنجليزية)
- جاك بينين بوسويه على موقع إن إن دي بي (الإنجليزية)